# یارلووو
یارلووو (به بلغاری: Yarlovo) یک منطقهٔ مسکونی در بلغارستان است که در استان صوفیه واقع شده‌است.